# Michel Canac
Michel Canac (ur. 2 sierpnia 1956 w Aime, zm. 30 maja 2019 na lodowcu  Glacier Noir) – francuski narciarz alpejski. Startował w slalomie na igrzyskach w Sarajewie w 1984 r., ale nie ukończył zawodów. Najlepszym wynikiem Canaca na mistrzostwach świata było 5. miejsce w kombinacji na mistrzostwach w Schladming. Najlepsze wyniki w Pucharze Świata osiągnął w sezonie 1982/1983, kiedy to zajął 31. miejsce w klasyfikacji generalnej.

## Sukcesy

### Puchar Świata

#### Miejsca w klasyfikacji generalnej
- 1980/1981 – 98.
- 1981/1982 – 87.
- 1982/1983 – 31.
- 1983/1984 – 99.

#### Miejsca na podium
1. Kranjska Gora – 30 stycznia 1983 (slalom) – 3. miejsce